# كورت زوما

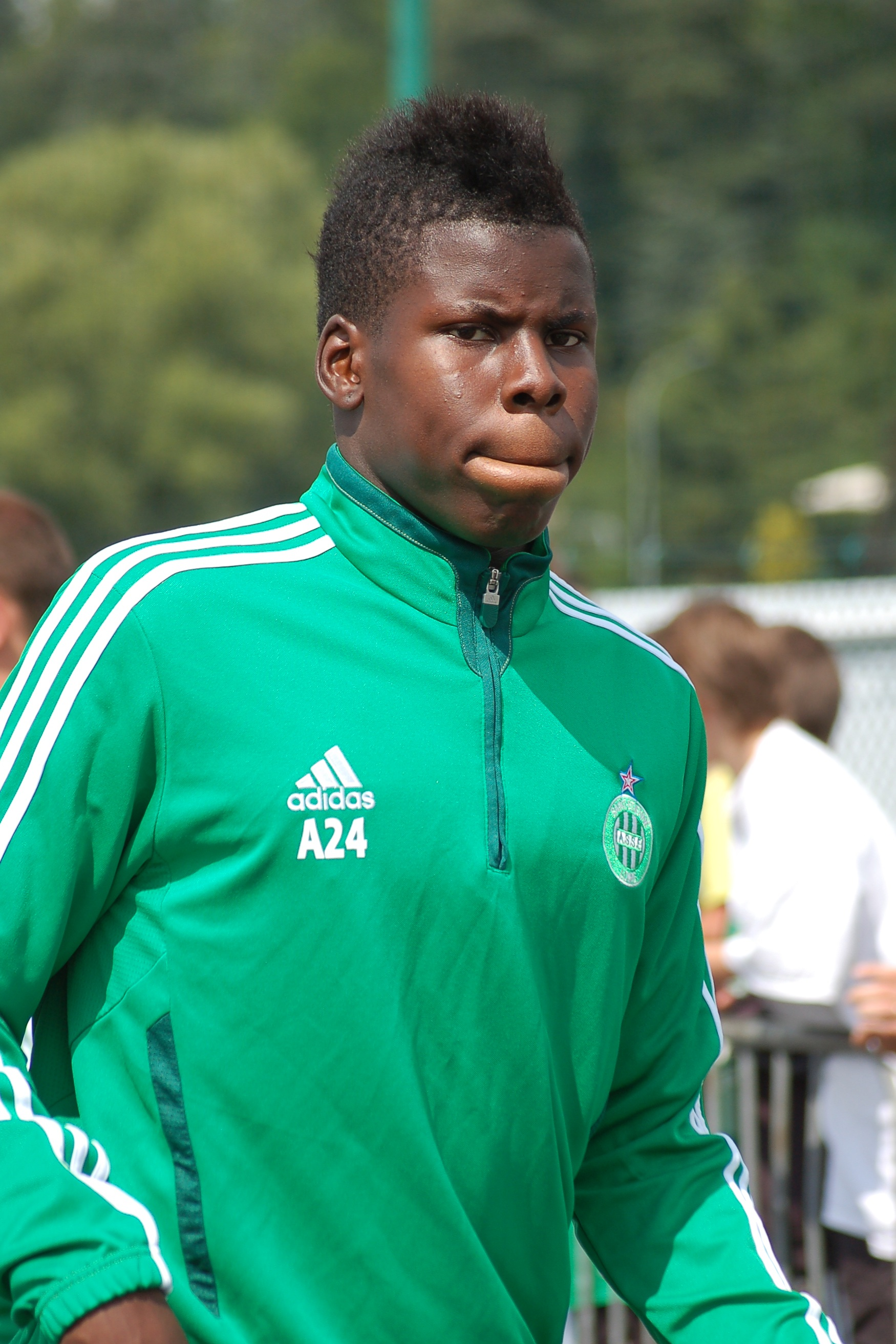
كورت زوما

كورت هابي زوما (بالفرنسية: Kurt Happy Zouma)‏ (مواليد 27 أكتوبر 1994 في ليون - فرنسا) هو لاعب كرة قدم فرنسي يلعب حاليًا لصالح نادي العروبة في الدوري السعودي للمحترفين . في أغسطس 2017، أطلقت عليه الصحف لقب الجارديان (بالفرنسية: The Guardian)‏ معتبرة اللاعب واحد من أفضل 10 مواهب قادمة في قارة أوروبا.

## الإنجازات
تشيلسي
- الدوري الإنجليزي الممتاز : 2015، 2017
- كأس الرابطة الإنجليزية : 2015
- دوري أبطال أوروبا : 2020–21[6]
- كأس السوبر الأوروبي : 2021[7]

## روابط خارجية
- كورت زوما على موقع الاتحاد الدولي (مؤرشف)  (الإنجليزية)
- كورت زوما على موقع الاتحاد الأوربي (الإنجليزية)
- كورت زوما على موقع رابطة كرة القدم الفرنسية للمحترفين (الإنجليزية)
- كورت زوما على موقع إي إس بي إن إف سي (الإنجليزية)
- كورت زوما على موقع قاعدة بيانات كرة القدم.إي يو (الإنجليزية)
- كورت زوما على موقع ليكيب (الفرنسية)
- كورت زوما على موقع ناشيونال فوتبول تيمز (الإنجليزية)
- كورت زوما على موقع Soccerbase.com (لاعب) (الإنجليزية)
- كورت زوما على موقع Soccerway.com (الإنجليزية)
- كورت زوما على موقع عالم كرة القدم.نت (الإنجليزية)